# Історія трьох кохань
«Історія трьох кохань» (англ. The Story of Three Loves) — американський музичний фільм, мелодрама режисера Вінсента Міннеллі 1953 року з П'єр Анджелі в головній ролі.

## Сюжет
Три історії — три любовних романи, пов'язані тим, що всі вони — спогади пасажирів одного пароплава.
У першій Паула — талановита балерина, не може існувати без танців, але у неї знаходять ваду серця, що не сумісно з балетом.
У другій частині юний Томмі зневажає свого французького гувернера і мріє скоріше стати дорослим, щоб робити все, що захочеться. Його бажання збувається, він перетворюється на красивого молодого юнака на один вечір.
Третя історія про П'єра — повітряний гімнаст на трапеції, який кинув небезпечне заняття після того, як його партнер помер під час трюку. Він рятує молоду жінку, яка збирається стрибнути в Сену, і переконує її стати його новим партнером. Ніна погоджується, оскільки не хоче жити — її чоловік був убитий нацистами під час війни, і вона звинувачує себе. П'єр і Ніна закохуються один в одного, але їй належить зробити все той же небезпечний трюк, який вбив друга П'єра.

## У ролях
- П'єр Анджелі — Ніна Буркхардт (частина «Гімнаст»)
- Етель Беррімор — Хейзел Пеннікотт (частина «Мадемуазель»)
- Леслі Карон — мадемуазель (частина «Мадемуазель»)
- Кірк Дуглас — П'єр (частина «Гімнаст»)
- Фарлі Грейнджер — Томмі (частина «Мадемуазель»)
- Джеймс Мейсон — Чарльз Кутрей (частина «Ревнивий коханець»)
- Мойра Ширер — Паула Вудворд (частина «Ревнивий коханець»)
- Агнес Мурхед — тітка Лідія (частина «Ревнивий коханець»)
- Рікі Нельсон — Томмі, 11 років (частина «Мадемуазель»)
- Жа Жа Габор — флірт в барі (частина «Мадемуазель»)
- Річард Андерсон — Меркель (частина «Гімнаст»)

## Ланки
- Три історії кохання на TCM Movie Database (англ.)
- Три історії кохання на сайті AllMovie (англ.)